# Ère Eiroku

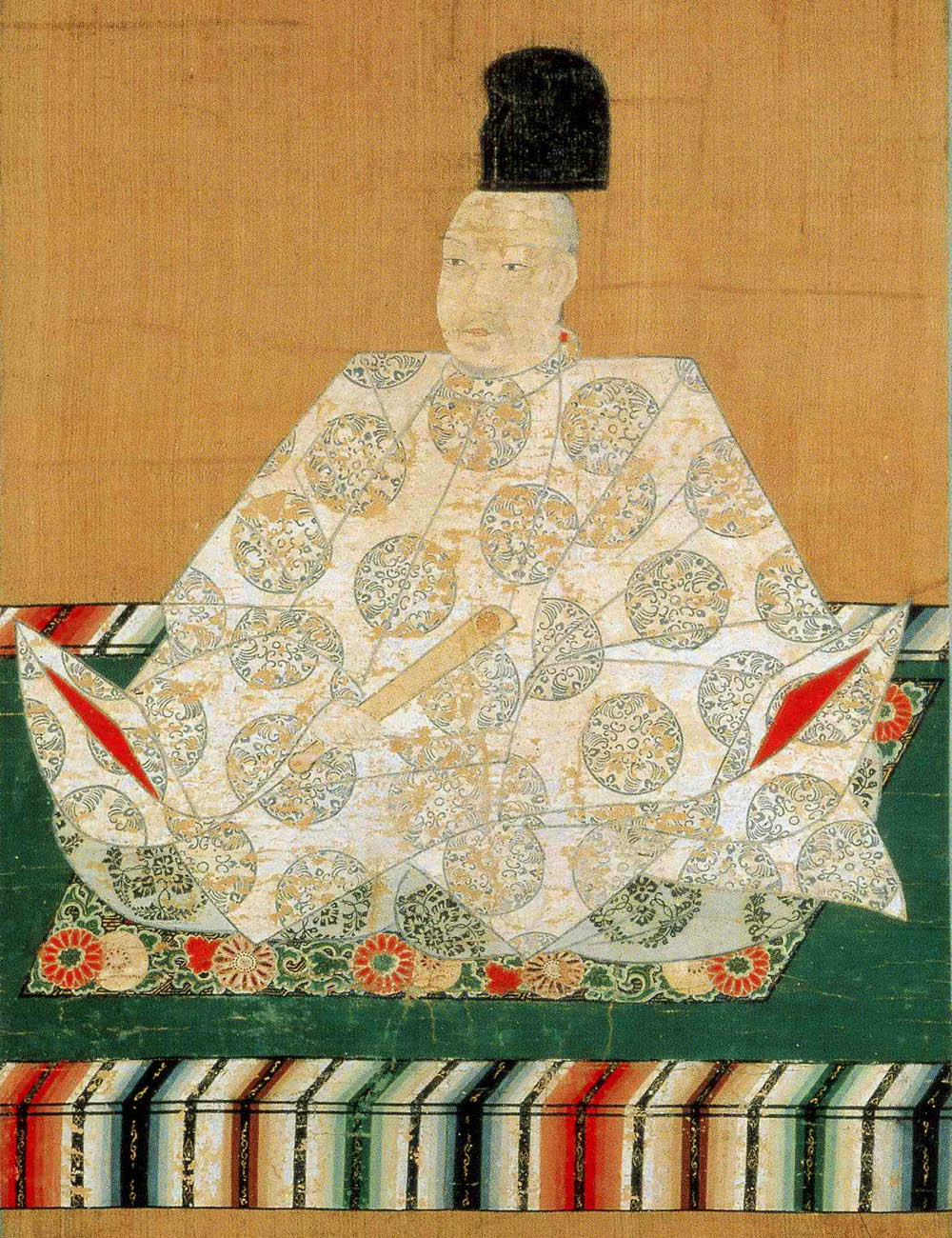
Empereur Ougimachi (1557-1586)

L'ère Eiroku (永禄) est une des ères du Japon (年号, nengō, lit. « nom de l'année ») après l'ère Kōji et avant l'ère Genki. Cette ère couvre la période allant du mois de février 1558 au mois d'avril 1570. L'empereur régnant est Ōgimachi-tennō (正親町天皇).

## Changement d'ère
- 1558 Eiroku gannen (永禄元年?) : Le nom de l'ère est changé pour marquer l'intronisation de l'empereur Ōgimachi. L'ère précédente se termine et une nouvelle commence en Kōji 4, le 28e jour du 2e mois.

## Événements de l'ère Eiroku
- 12 juin 1560 (Eiroku 3, 19e jour du 5e mois) : bataille d'Okehazama.
- 1560 (Eiroku 3,1re mois) : Ōgimachi est proclamé empereur. Les cérémonies du couronnement sont rendues possibles parce qu'elles sont payées par Mōri Motonari et d'autres[3].
- 1560 (Eiroku 3, 5e mois) : Imagawa Yoshimoto mène les armées de la province de Suruga contre Owari et à la bataille d'Okehazama (桶狭間の戦い,, Okehazama-no-tatakai?), ses forces combattent Oda Nobunaga. Mais l'armée d'Imagawa est vaincue et il n'y survit pas. Nobunaga s'empare alors de la province d'Owari. Tokugawa Ieyasu prend possession de la province de Mikawa et se rend maître du château d'Okazaki (岡崎城,, Okazaki-jō?)[3].
- 1564 (Eiroku 7) : Nobunaga achève la conquête de Mino et construit un nouveau château à Gifu[4].
- 1568 (Eiroku 11, 2e mois) : Ashikaga Yoshihide devient shogun[5].
- 1568 (Eiroku 11, 9e mois) : Le shogun Yoshihide meurt d'une maladie contagieuse[5].

| Eiroku    | 1re  | 2e   | 3e   | 4th  | 5e   | 6e   | 7e   | 8e   | 9e   | 10e  | 11e  | 12e  | 13e  |
| Grégorien | 1558 | 1559 | 1560 | 1561 | 1562 | 1563 | 1564 | 1565 | 1566 | 1567 | 1568 | 1569 | 1570 |